# Brian Baker (musicista)
Brian Baker (25 febbraio 1965) è un chitarrista statunitense, uno dei fondatori della band hardcore punk Minor Threat e attuale chitarrista dei Bad Religion.

## Biografia
Nel 1982 cominciò a suonare la chitarra, dopo che Steve Hansgen si unì ai Minor Threat prendendo il suo posto di bassista. Dopo lo scioglimento dei Minor Threat, Baker e Preslar vennero reclutati da Glenn Danzig (ex Misfits) per formare la band Samhain.
Nel 1985 fondò i Dag Nasty, ma nel corso degli anni ha fatto parte di diverse band come Doggy Style, The Meatmen (con il membro dei Minor Threat Lyle Preslar), Government Issue, e Junkyard.
Nel 1994 gli fu proposto di unirsi ai R.E.M. in tour ma egli declinò, mentre accettò il posto di chitarrista nella band dei Bad Religion per sostituire Brett Gurewitz al fianco del chitarrista Greg Hetson.

## Discografia

### Con i Bad Religion
- 1996 - The Gray Race
- 1997 - Tested
- 1998 - No Substance
- 2000 - The New America
- 2002 - The Process of Belief
- 2004 - The Empire Strikes First
- 2007 - New Maps of Hell
- 2010 - The Dissent of Man
- 2013 - True North
- 2019 - Age of Unreason

### Con i Dag Nasty
- 1986 - Can I Say
- 1987 - Wig Out at Denko's
- 1988 - Field Day
- 1992 - Four on the Floor
- 2002 - Minority of One

### Con i Minor Threat
- 1981 - Minor Threat
- 1981 - In My Eyes
- 1983 - Out of Step
- 1985 - Salad Days
- 1989 - Complete Discography

### Con i Junkyard
- 1989 - Junkyard
- 1991 - Sixes, Sevens & Nines
- 2000 - Shut Up - We're Trying to Practice!
- 2003 - Tried and True